# كارل ويبريخت
كارل ويبرخت، كما تهجى كارل فيبرخت، (8 سبتمبر 1838 - 2 مارس 1881) كان مستكشفًا نمساويًا مجريًا. كان ضابطا (رتبة ملازم) في البحرية النمساوية المجرية.  اشتهر كمستكشف للقطب الشمالي، وداعية للتعاون الدولي من أجل الاستكشاف العلمي للقطب.  على الرغم من أنه لم يعش ليرى حدوث ذلك، إلا أنه مرتبط بتنظيم السنة القطبية الدولية الأولى.
في عام 1852، درس في صالة للألعاب الرياضية في دارمشتات، لكنه تحول لاحقًا إلى مدرسة التجارة العليا دارمشتات، التي أصبحت الآن جامعة دارمشتات للتكنولوجيا
في عام 1856، انضم إلى البحرية النمساوية المجرية (كريغسمارين) كطالب بحري مؤقت.  خدم في الحرب النمساوية سردينيا.  من عام 1860 إلى عام 1862، خدم في الفرقاطة راديتزكي تحت قيادة الأدميرال فيلهيلم فون تيغيتهوف.  من عام 1863 إلى عام 1865، كان ضابطًا تعليميًا على متن سفينة التدريب هوسار.
في 23 يوليو 1865، أصبح معروفا للجغرافي الألماني اوغست بيترمان في اجتماع لـ «الجمعية الجغرافيه» في فرانكفورت.
خدم في معركه بحريه في 20 يوليو 1866 في ليسا، على متن السفينة الحربيه دراش
التقى يوليوس فون باير في عام 1870، وقام برحلة استكشافية أوليه مع بايير إلى نوفايا زيمليا في عام 1871.
في 18 فبراير 1872، حصل فيبرخت على الجنسية النمساويه المجريه
شارك مع يوليوس فون باير في قيادة بعثة القطب الشمالي النمساويه المجريه 1872-1874 التي اكتشفت الأرخبيل فرانز جوزيف لاند في المحيط المتجمد الشمالي. تم التخلي عن سفينة البعثة ا«لأدميرال تيجيثوف» في كتل الجليد. ثم تحركت البعثة على زلاجات للذهاب إلى الشمال، ثم لفتح المياه، حيث استخدموا القوارب للوصول إلى الرأس الأسود في نوفايا زيمليا، وفي النهاية اتصلوا بمركب شراعي روسي، «نيكولاي»، تحت قيادة النقيب فيودور فورونين، والوصول إلى فاردو،  النرويج، حيث استقلوا قارب البريد جنوبًا وعادوا في النهاية إلى فيينا. حصل على الميدالية الذهبية لمؤسس الجمعية الجغرافية الملكية لعام 1875
في 18 سبتمبر 1875، القى كلمة امام الاجتماع الثامن والاربعين للعلماء والأطباء الالمان في غراتس، النمسا. وابلغ عن «المبادئ الاساسيه لبحوث القطب الشمالي» واقترح إنشاء محطات مراقبه ثابته في القطب الشمالي. وفقًا لـ ويبرخت، كان من المهم تنظيم شبكه من محطات القطب الشمالي لإجراء قياسات منتظمة لأحوال الطقس والجليد بأجهزة متطابقة وعلى فترات محددة مسبقًا.
في عام 1879، قدم هذه الأفكار مع جورج نيوماير إلى المؤتمر الدولي الثاني للأرصاد الجوية في روما.
توفي كارل فيبرخت بمرض السل عام 1881.

## احتفالات لتخليد الذكرى
- تم اختيار الحملة القطبية النمساوية المجرية بقيادة ويبرخت كعنصر رئيسي لسفينة الأدميرال تيجيثوف النمساوية وعملة بولار إكسبيديشن التذكارية التي تم سكها في 8 يونيو 2005. يظهر الوجه العكسي للعملة كارل ويبريخت ويوليوس باير في معدات القطب الشمالي وخلفهما السفينة المجمدة «الأدميرال تيجيثوف».
- ثكنة باير-ويبريخت العسكرية في فيينا.
- التثبيت الصوتي للموسيقي السويدي ستينا نوردنستام أيزنس فاسور تم التحدث به مباشرة من مجلة كارل ويبرخت الاستكشافية.
- جبال ويبرخت، كيب ويبرخت، مضيق فيبريخت، نهر فيبرخت الجليدي، جزر فيبرخت
- تم تسمية المعسكر الأساسي بالقرب من أرفود بالمغرب للبعثة التناظرية بولارس مارس 2013 من قبل OeWF في فبراير من ذلك العام باسم كامب ويبرخت أثناء حفل الهبوط في صباح يوم 11 فبراير 2013. (موقع قمر صناعي أصغر حوالي 80 كم جنوبًا تم تسميته دافع المحطة).

## فهرس
- Karl Weyprecht ، Die Metamorphosen des Polareises. أوستر. -نغ. Arktische Expedition 1872-1874 (تحول الجليد القطبي. البعثة القطبية النمساوية المجرية 1872-1874)
- جوليوس فون باير الأراضي الجديدة داخل الدائرة القطبية الشمالية (1876)
- أندرياس بوشيك : Geheimnis Nordpol. يموت Österreichisch-Ungarische Nordpolexpedition 1872-1874. فيينا: 1999 (تنزيل كملف PDF)
- Ursula Rack Sozialhistorische Studie zur Polarforschung anhand von deutschen und österreich-ungarischen Polarexpeditionen zwischen 1868-1939 (فيينا 2009).

## روابط خارجية
- "Weyprecht, Karl" . New International Encyclopedia. 1905. {{استشهاد بموسوعة}}: يحتوي الاستشهاد على وسيط غير معروف وفارغs: |HIDE_PARAMETER15=، |HIDE_PARAMETER13=، |HIDE_PARAMETER2=، |HIDE_PARAMETER21=، |HIDE_PARAMETER32=، |HIDE_PARAMETER30=، |HIDE_PARAMETER29=، |HIDE_PARAMETER14=، |HIDE_PARAMETER17=، |HIDE_PARAMETER20=، |HIDE_PARAMETER5=، |HIDE_PARAMETER19=، |HIDE_PARAMETER26=، |HIDE_PARAMETER3=، |HIDE_PARAMETER16=، |HIDE_PARAMETER4=، |HIDE_PARAMETER10=، |HIDE_PARAMETER25=، |HIDE_PARAMETER33=، |HIDE_PARAMETER31=، |HIDE_PARAMETER18=، |HIDE_PARAMETER24=، |HIDE_PARAMETER22=، |HIDE_PARAMETER11=، |HIDE_PARAMETER1=، |HIDE_PARAMETER23=، |HIDE_PARAMETER28=، |HIDE_PARAMETER27=، و|HIDE_PARAMETER12= (مساعدة)